# تاکومی ناگایشی
تاکومی ناگایشی (انگلیسی: Takumi Nagaishi؛ زادهٔ ۱۶ فوریهٔ ۱۹۹۶) بازیکن فوتبال است.

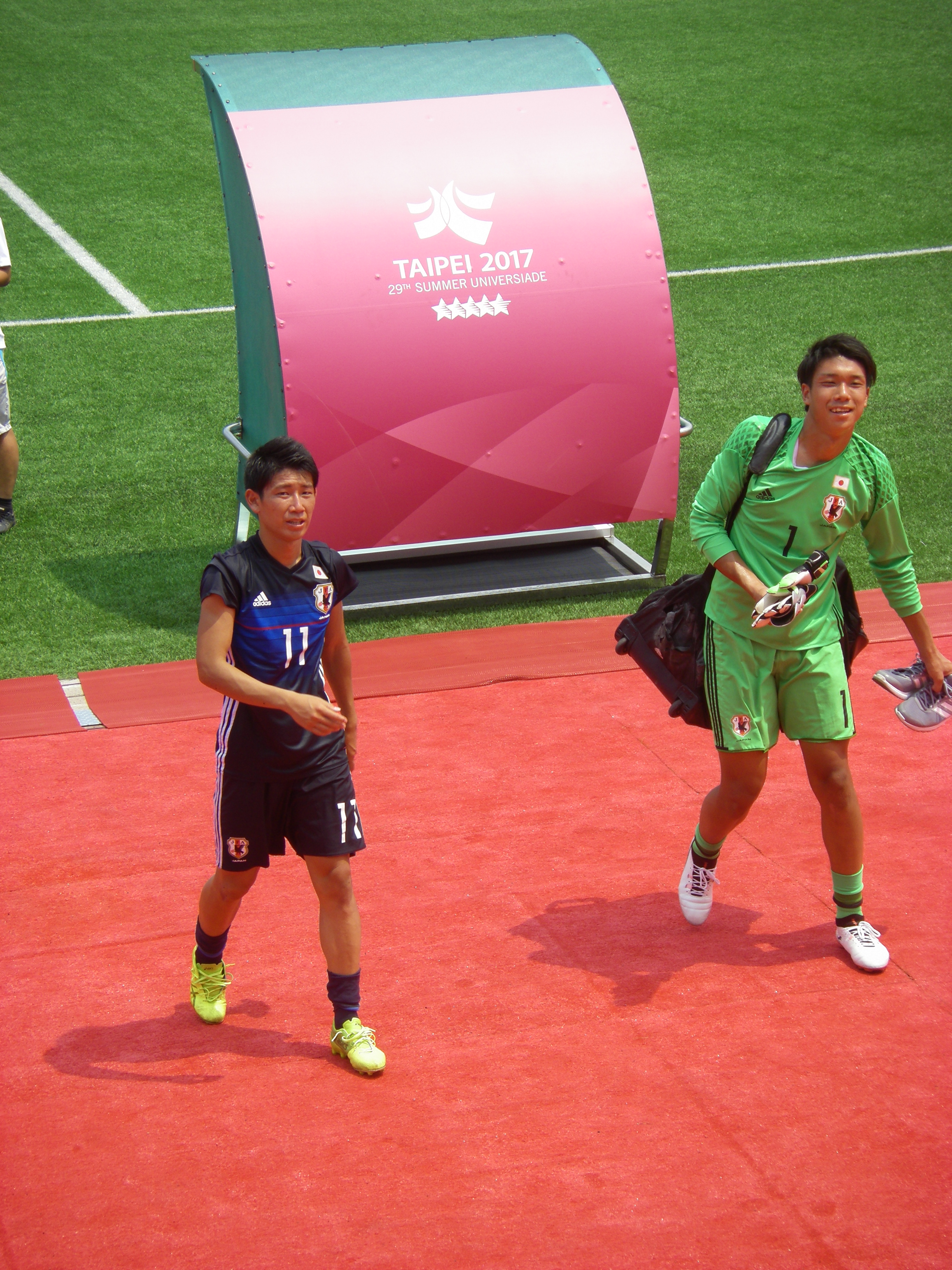
تاکومی ناگایشی با لباس سبز

از باشگاه‌هایی که در آن بازی کرده‌است می‌توان به باشگاه فوتبال سرزو اوساکا اشاره کرد.